# Gårdstånga-Holmby församling
Gårdstånga-Holmby församling var en församling i Lunds stift och i Eslövs kommun. Församlingen uppgick 2008 i Eslövs församling.

## Administrativ historik
Församlingen bildades 1998 genom sammanslagning av Gårdstånga församling och Holmby församling och var därefter till och med 2001 moderförsamling i pastoratet Gårdstånga-Holmby, Östra Strö, Skarhult och Borlunda-Skeglinge. Från 2002 till och med 2005 moderförsamling i pastoratet Gårdstånga-Holmby och Borlunda-Skeglinge för att därefter till och med 2007 utgöra ett eget pastorat. Församlingen uppgick 2008 i Eslövs församling.

## Kyrkor
- Gårdstånga kyrka
- Holmby kyrka